# Saint-Martin-d'Oydes
Saint-Martin-d'Oydes  es una población y comuna francesa, en la región de Mediodía-Pirineos, departamento de Ariège, en el distrito de Pamiers y cantón de Quérigut.

## Demografía
| 332 | 310 | 225 | 218 | 195 | 225 | 234 |
| Para los censos de 1962 a 1999 la población legal corresponde a la población sin duplicidades (Fuente: INSEE [Consultar]) |     |     |     |     |     |     |

## Arquitectura e Historia
Se encutra 16 km al noroeste de Pamiers. El pueblo conserva la arquitectura circular medieval, concebida inicialmente para la defensa de sus habitantes. Las casas rodean la iglesia en una elipse cerrada, y hasta mediados del siglo XIX, un foso a su alrededor constituía una tercera línea de defensa. El foso se rellenó y pavimentó a mediados del siglo XIX para suprimir el hedor que desprendía el agua estancada. 
Se edificó la entrada al pueblo hasta 1862, cuando se creó una entrada en el lado norte, frente al castillo. En 1880 se realizó una segunda entrada con la construcción de la oficina de correos (antes se debía atravesar una casa para acceder al interior). El castillo data del siglo XI y está rodeado por un corto muro de ladrillo.
Los muros interiores de la iglesia exhiben varios frescos que evocan la tradicional peregrinación de mayo a la fuente milagrosa de San Anastasio, patrón de la parroquia.  Murió en San Martín y fue enterrado en la iglesia en 1085.